# État populaire de Reuss
Pour les articles homonymes, voir Reuss (homonymie).
1919–1920
Entités précédentes :
- Reuss (branche cadette)
- Reuss (branche aînée)

Entités suivantes :
- Land de Thuringe

L'État populaire de Reuss (en allemand : Volksstaat Reuß) est un éphémère État allemand créé en 1919, lors des évènements qui conduisent à la fondation de la république de Weimar et disparu en 1920 par intégration au sein du Land de Thuringe.

## Histoire
À partir de 1913, les deux principautés Reuss, celle de la branche aînée (Reuss-Greiz ou Reuss-Gera) et celle de la branche cadette (Reuss-Schleiz), sont gouvernées par le même prince, Henri XXVII, issu de la branche cadette.
Lorsque la révolution allemande éclate, en 1918, l'Empire allemand et les différentes monarchies fédérées qui le constituent ne tardent pas à s'effondrer. Ainsi, les deux principautés Reuss deviennent des républiques et forment une communauté d'administration à partir du 21 décembre 1918.
Le 2 février 1919, les élections régionales tenues dans les deux États sont remportées par le Parti social-démocrate indépendant d'Allemagne (USPD) qui obtient une majorité de sièges dans les deux entités : 7 des 15 sièges à Reuss-Greiz et 13 des 21 sièges à Reuss-Schleiz.
Le 4 avril, le Landtag (assemblée) réunissant les députés des deux républiques décide la création d'un « État populaire » unifié, rédige une constitution provisoire et instaure un gouvernement unique avec comme ministres d'État Carl von Brandenstein de Gera et William Oberländer de Greiz. Le drapeau noir-rouge-or devient l'emblème du nouvel État. Ses armoiries sont celles des baillis de Weida : « de sable, au lion d'or, armé, lampassé et couronné de gueules ».
Le 1er mai 1920, l'État populaire Reuss est réuni aux six autres petits États thuringiens (Saxe-Weimar-Eisenach, Saxe-Altenbourg, Saxe-Cobourg et Gotha, Saxe-Meiningen, Schwarzbourg-Rudolstadt et Schwarzbourg-Sondershausen) pour former le nouveau Land de Thuringe.